# Octavian Smigelschi
Octavian Smigelschi (n. 21 martie 1866, Ludoș, Scaunul Miercurea, Imperiul Austriac – d. 10 noiembrie 1912, Budapesta, Austro-Ungaria) a fost un pictor, sculptor și grafician român, cu o activitate prodigioasă în pictura monumentală bisericească. Operele sale cele mai cunoscute sunt iconostasul și pictura cupolei din Catedrala Mitropolitană din Sibiu (cu hramul Sfânta Treime), pentru a cărei lucrare a fost desemnat în 1904, respectiv capela Gimnaziului Catolic din Budapesta.

Autoportret

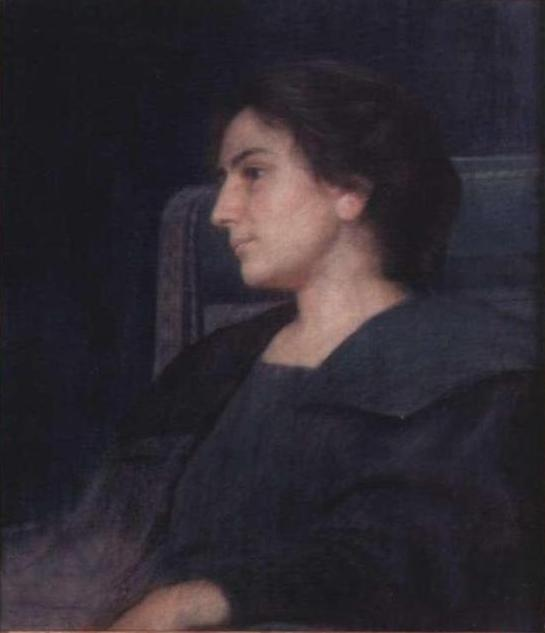
Portret al soției

## Copilărie
Octavian Smigelschi s-a născut pe 21 martie 1866 în comuna Ludoșul Mare, fiind fiul lui Mihail Smigelschi, descendent al unei familii nobile poloneze și al Anei Sebastian, de origine aromână. Din această relație s-au născut încă trei băieți: Victor (1858), Vasile (1864), Octavian (1867) și Cornel.
Mihail Smigelschi, tatăl său, s-a refugiat în Principatul Transilvaniei în 1850 din cauza evenimentelor revoluționare din 1848-1849. A activat mai întâi ca notar comunal în mai multe sate din jurul Sibiului, printre care Bungardul și Racovița, stabilindu-se mai apoi în Ludoș.
Frații săi mai mari, Victor Smigelschi, născut în 1858, respectiv Vasile Smigelschi, născut în 1864, au fost preoți greco-catolici. Victor Smigelschi a devenit ulterior profesor și canonic la Blaj.
Ziarele maghiare ale timpului, „Pesti Hirlap” și „Budapesti Hirlap”, îl considerau în anul 1903 pe artist ca fiind maghiar. Alte surse au accentuat originea sa poloneză.

## Studii
Octavian Smigelschi a luat lecții particulare acasă în loc să frecventeze școala primară, după care a urmat cursurile liceale la Școala Maghiară de Stat din Sibiu, pe care a absolvit-o în 1884 cu „foarte bine”, chiar dacă unele surse menționează că „...era absorbit de pasiunile sale: lectura, muzica și desenul.” În anul 1890, la vârsta de 24 de ani, a scris o autobiografie adresată societății bucureștene Transilvania, cu scopul obținerii unei burse de studii. În aceasta, Smigelschi invocă argumentul că „... am venit la convingerea, că aș potea încerca lupta pentru întruparea idealurilor mele; simțesc a poșede acele condițiuni, care sunt de lipsă pentru o înaintare în artă”.
Paralel cu liceul a urmat cursurile maestrului Carl Dörschlag, pictor din Hohenluckow, Germania, care remarca în însemnările sale că „...în anii optzeci pare a fi bântuit aci (Sibiu) bacilul picturii.” A obținut o bursă de stat la școala de profesori de desen din Budapesta, ale cărei cursuri le-a urmat între anii 1884-1889. Acolo, sub îndrumarea maestrului Bertalan Székely și a prieteniei cu Robert Wellmann, Fritz Schullerus și Arthur Coulin, și-a desăvârșit studiile și a devenit profesor de desen. În anul 1887 este publicat în revista „Familia” un articol despre Octavian Smigelschi în care se menționează că a primit la școala din Budapesta:
„...două din cele cinci premii anunțate, și anume unul pentru un portret în uleiu, reprezentând pe un român, și altul pentru o compoziție a sa, ce reprezintă un perete spaniol în stil japonez”—Revista „Familia”, anul XXIIL-1887, nr. 49 din 6/18 Dec., pag. 586.

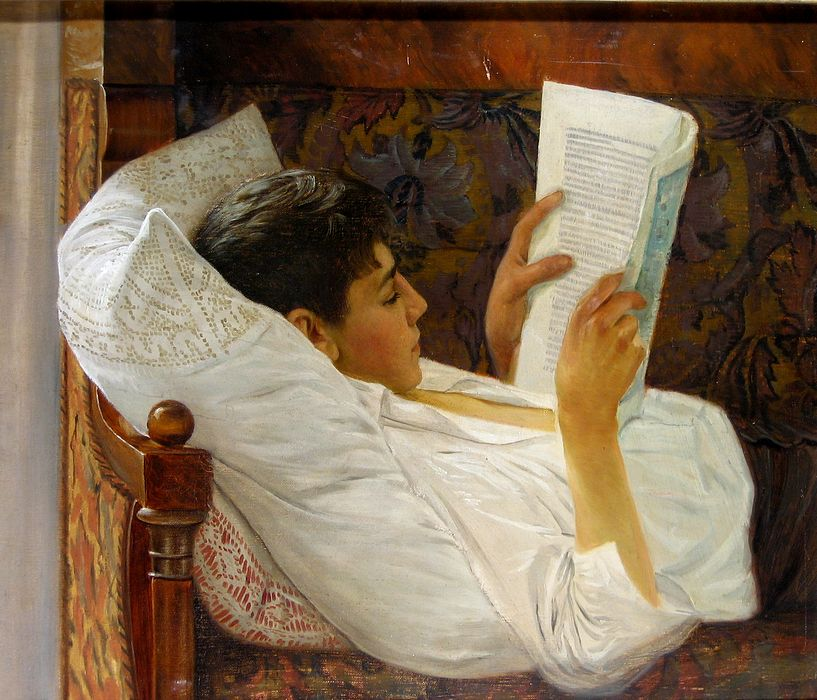
Pictură, Cornel Smigelschi (Astra)

A studiat la Sibiu și la Budapesta, completându-și studiile prin numeroase călătorii peste hotare. Între 1890–1891 a activat ca profesor de desen la Schemnitz (azi Banská Štiavnica). Atras îndeosebi de pictura murală, în anul 1904 a întreprins o călătorie de studii la monumentele de artă veche din Țara Românească, Moldova și Bucovina, de la care s-a inspirat în executarea picturilor din numeroase biserici transilvănene (Catedrala mitropolitană din Sibiu). Ca pictor de șevalet a lucrat portrete și chipuri de țărani, surprinse în mediul lor obișnuit.

## Carieră
Împreună cu Ștefan Gróh, Robert Wellmann și Fritz Schullerus vizitează München-ul în anul 1887, unde este impresionat de lucrările lui Arnold Böcklin. Înțelegând importanța călătoriilor de studii în orașele europene ce erau adevărate centre de artă în comparație cu apatia provincială sibiană, Octavian Smigelschi începe să studieze pictura bisericească și ca urmare execută numeroase icoane și iconostase câștigând astfel mijloace bănești necesare scopurilor sale. Au rămas drept mărturie acestei perioade din viața pictorului lucrări în diferite biserici din comunele transilvănene: Racovița, Sâncel, Ilva Mare, Măgura, Romos, Rodna Nouă și Poiana Sf. Iosif, Mihalț, Vereșmort și Timișoara Fabrică. În anii 1890-1891 vizitează Viena, revine la München după care vizitează Dresda fiind profesor de desen în Banská Štiavnica (Șemniț). În anul 1892 este profesor de desen la liceul de stat din Elisabetopol (azi Dumbrăveni, Sibiu), fiind prezent în Sibiu și făcând numeroase schițe ca-n vremurile studenției prin localitățile din jur: Racovița, Câlnic, Tălmăcel, Sibiu și Gârbova. Multe din aceste schițe, fiind datate în 1886, sunt păstrate în prezent la muzeul Astra.
În perioada 1898-1899 studiază la Veneția, Ravenna și Florența pentru ca în anul 1904 să studieze picturile bisericești din:
- Țara Românească, bisericile din: Tismana, Cozia, Bistrița, Horezu, Curtea de Argeș, București, Snagov și Sinaia.
- Moldova, bisericile din: Iași, Suceava, Sucevița, Dragomirna, Putna, Rădăuți, Humor, Voroneț și Cernăuți.

Începând din anul 1890, Octavian Smigelschi a făcut o serie de expoziții împreună cu Schullerus și Wellmann, unde a prezentat peisaje în acuarelă ce au avut parte de o critică elogioasă, care le apropia de operele lui Hildebrandt sau Werner.

Proiectul pentru Catedrala ortodoxă din Sibiu

Iconostasul din vechea biserică greco-catolică din Racovița

Octavian Smigelschi deschide expoziția de artă religioasă din Blaj, în ziua de 30 august 1903, moment în care intră în atenția autorităților bisericești. La această expoziție, pictorul expune planul și cartoanele ce reprezentau proiectul de zugrăvire a Catedralei greco-catolice Sf. Treime din Blaj. Cu această ocazie publicul român a fost pus pentru prima oară în situația de a alege și „...aprecia în mod nemijlocit un astfel de decor”. În 14 octombrie 1903, participă la expoziția de la Sibiu din sala Thalia, prezentând în plus față de cea de la Blaj peste 70 de lucrări în ulei, tempera, acuarelă, precum și desene cu caracter profan. Succesul expoziției a fost marcat în presa vremii de către ziare ardelene, bucureștene și maghiare din Budapesta.
Ștefan Gróh, profesor la Școala de arte industriale și la Școala pregătitoare a profesorilor de desen din Budapesta, membru al Comisiei Monumentelor Istorice maghiare, face o dare de seamă elogioasă în Siebenbürgisch-Deutsches Tageblatt din Sibiu din data de 21 octombrie 1903 la expoziția sibiană. Fiind o personalitate influentă, acesta-l va ajuta pe Smigeslchi să-si deschidă expoziții la Budapesta, cum a fost cea din 5 decembrie 1903. Aprecierea criticilor se regăsesc din nou în presa vremii, Octavian Smigelschi fiind comparat cu celebrul pictor maghiar Carol Lotz. Această expoziție a fost urmărită și de Adalbert Berzeviczy, ministrul al Cultelor și Instrucțiunii.
Consistoriul Arhidiecezan din Sibiu a publicat în 30 noiembrie 1903 anunțul concursului de executare a picturilor catedralei din Sibiu. La acest anunț s-au prezentat încă 14 concurenți dintre care comisia, formată din G.D.Mirea, directorul Școlii de Belle-Arte din București, arhitectul Mincu și pictorul brașovean Friedrich Mieß, a ales trei persoane printre care și O. Smigelschi. În 1904 apare o cronică a operei sale în revista „Müvészet” completată cu cinci reproduceri, fapt ce crește notorietatea lui Smigelschi peste hotare în același timp cu apariția în țară a unui articol semnat de Octavian Goga din „Luceafărul”.

Pictură murală din Catedrala de la Sibiu
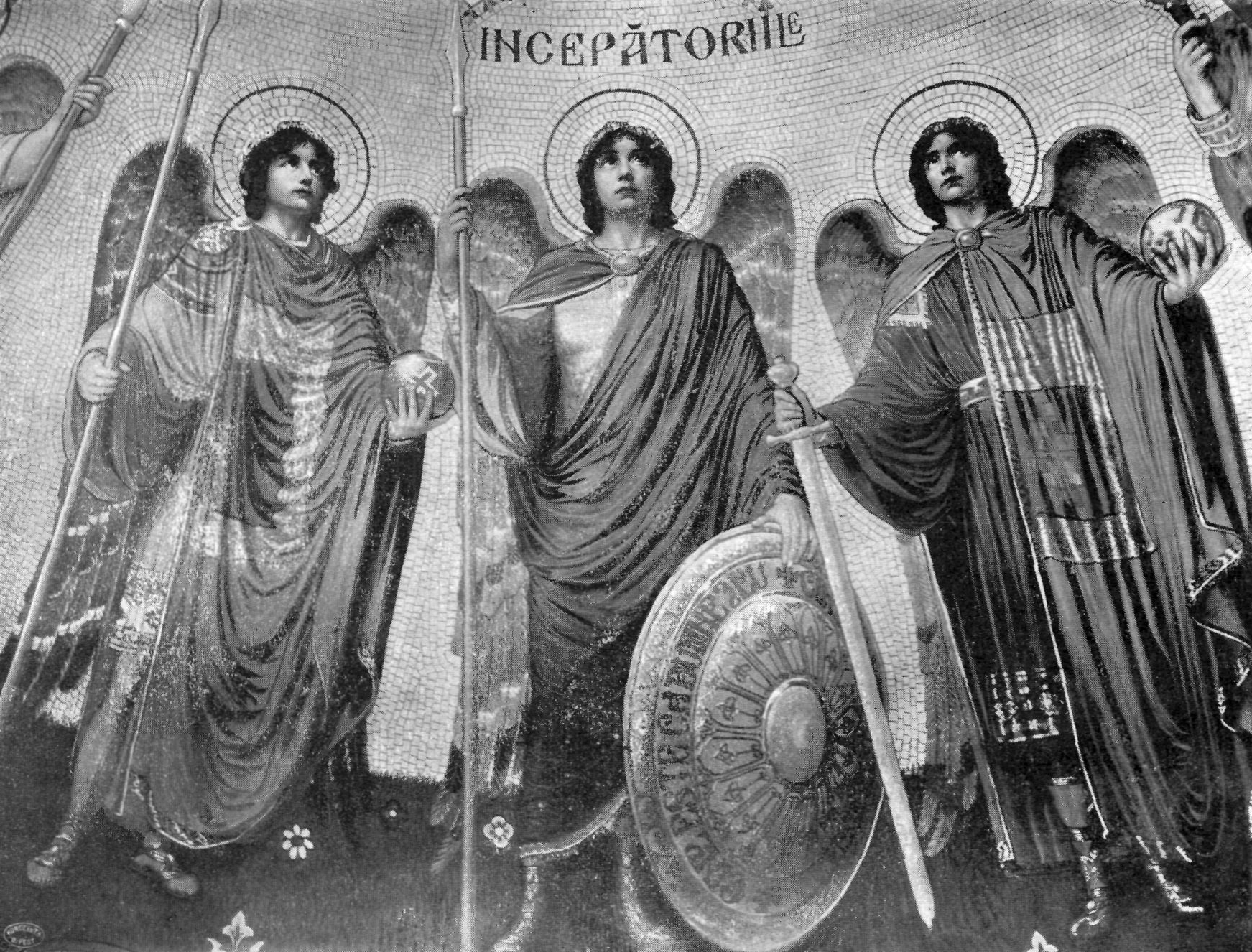
Începătoriile
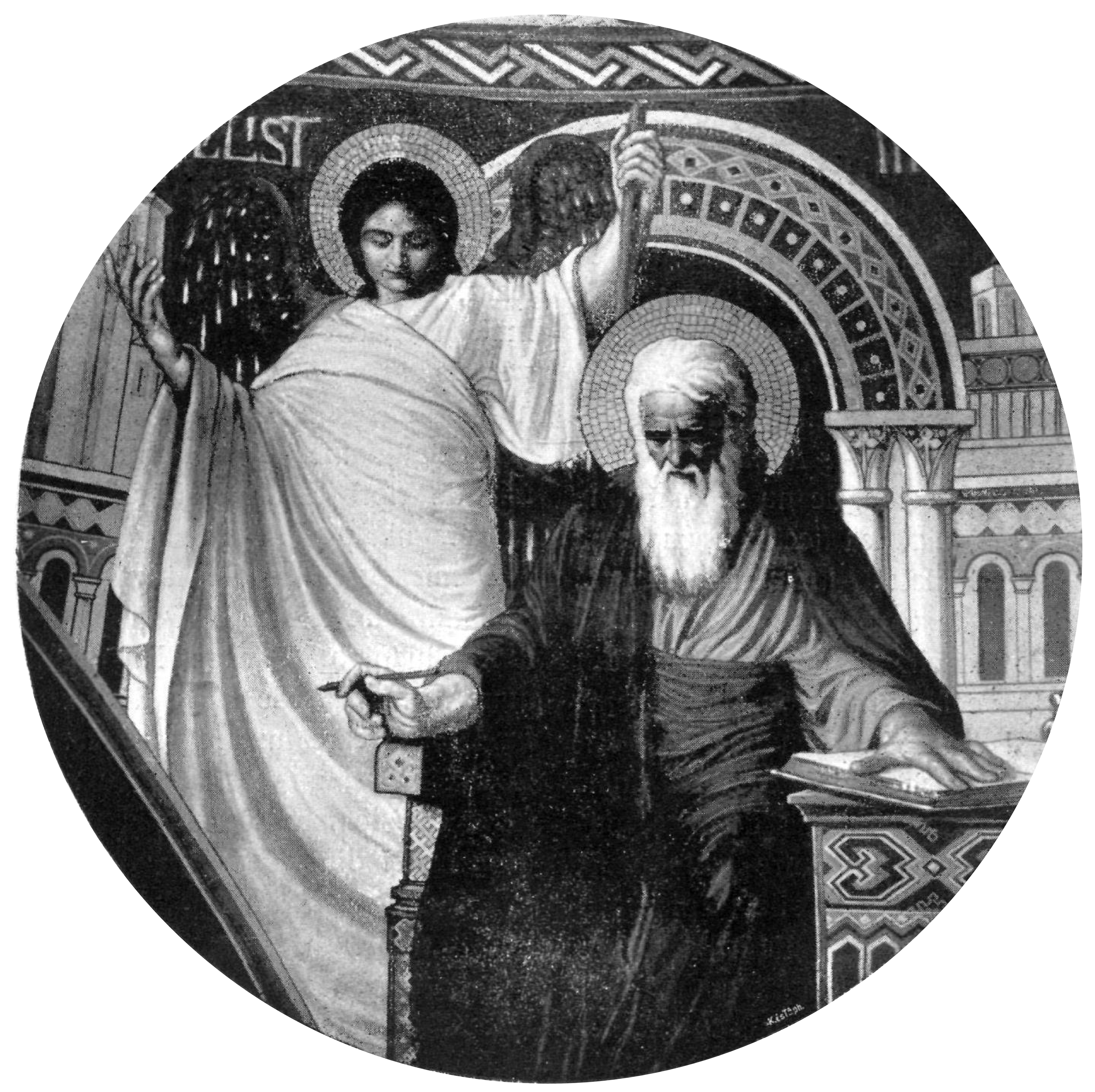
Evaghelistul Matei
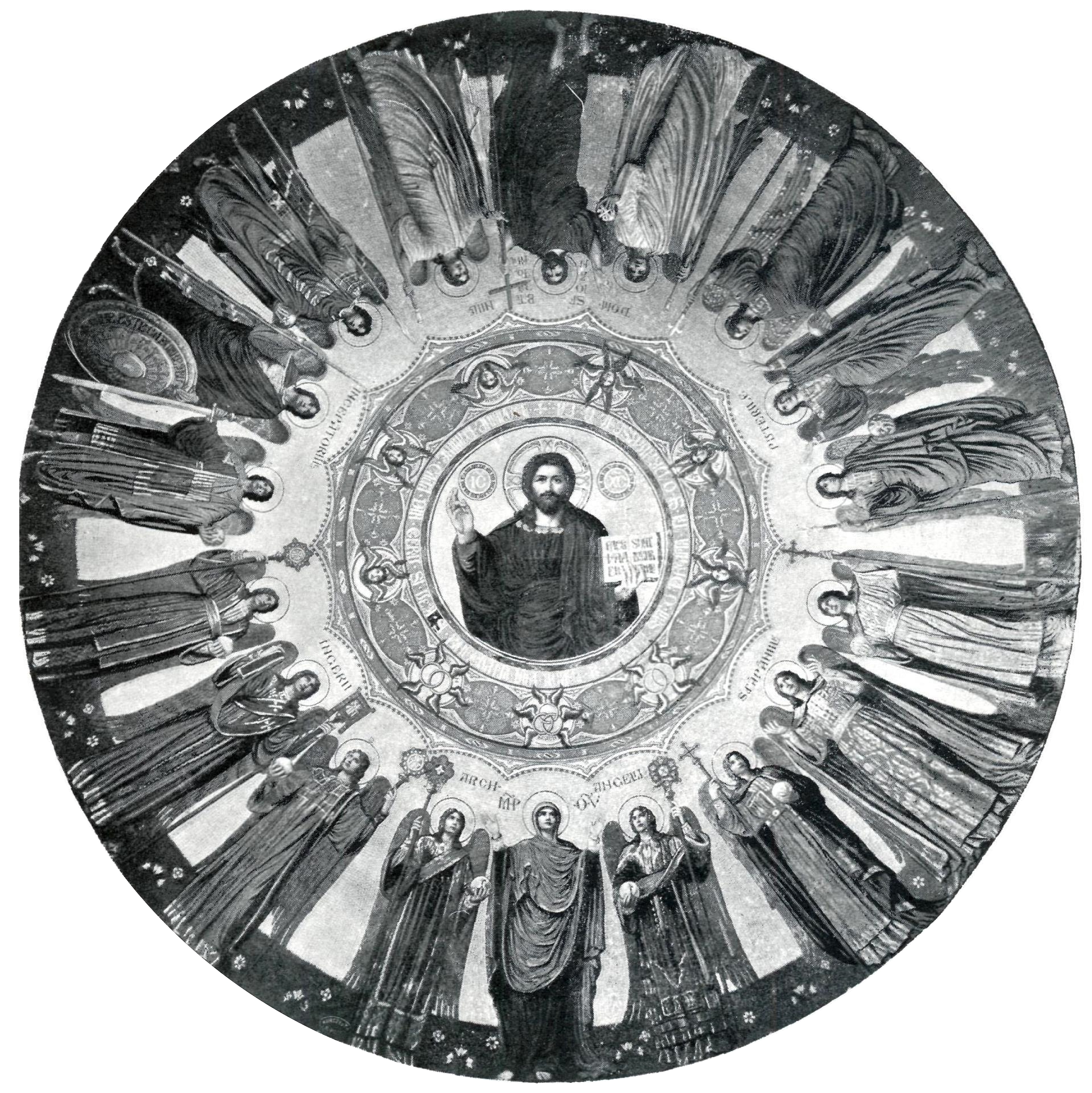
Pantocrator
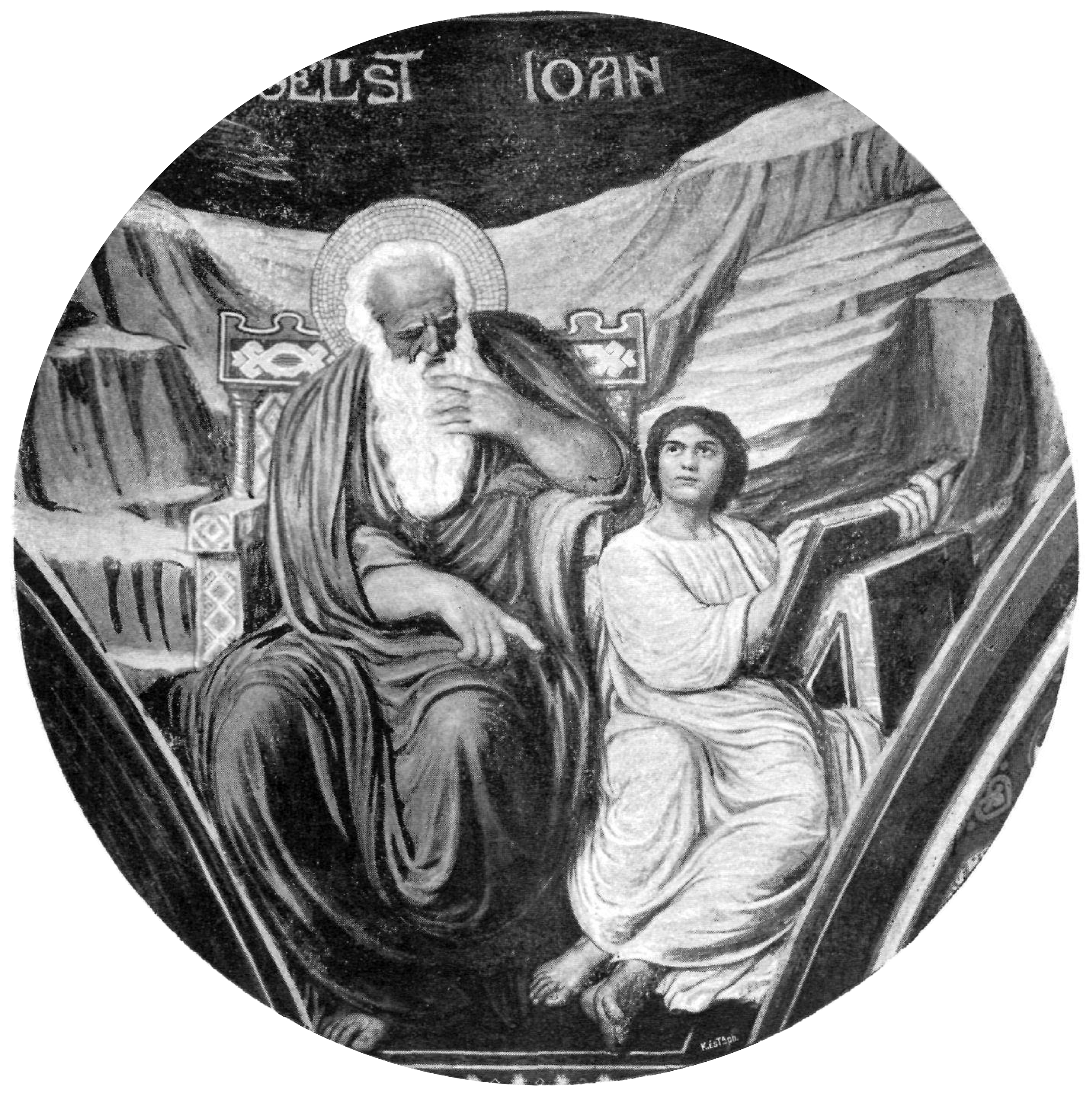
Evanghelistul Ion
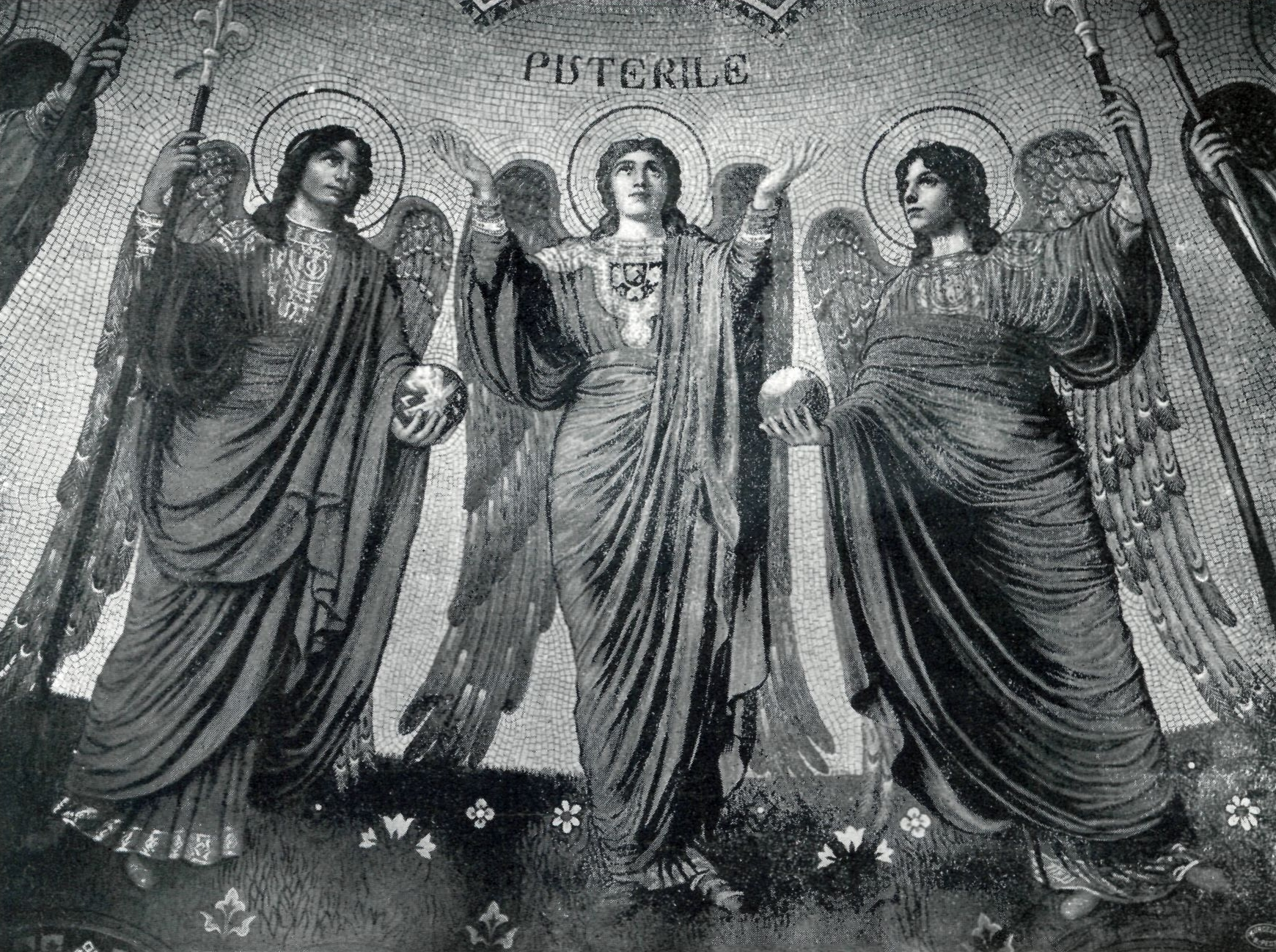
Puterile

Comanda de zugrăvire a catedralei ortodoxe din Sibiu i se repartizează în 12/25 aprilie 1904, în urma executării unei lucrări de probă comandate: un iconostas și un înger în cupolă. Rezultatul lucrării de probă a fost unul sever care a dus la ambiționarea pictorului în realizarea unei opere monumentale în catedrala sibiană „după care poate fi apreciat fără rezerve”.
„Juriul apreciază bine compozițiunea generală a lui Smigelschi, dar detaliul de execuțiune (Sf. Fecioară) a fost găsit atât de inferior, încât inspira temeri pentru buna execuțiune a întregii lucrări”—I.Pușcariu, E.Miron Cristea și M.Voileanu, Biserica Catedrală de la Mitropolia ortodoxă din Sibiu, Sibiu, 1908

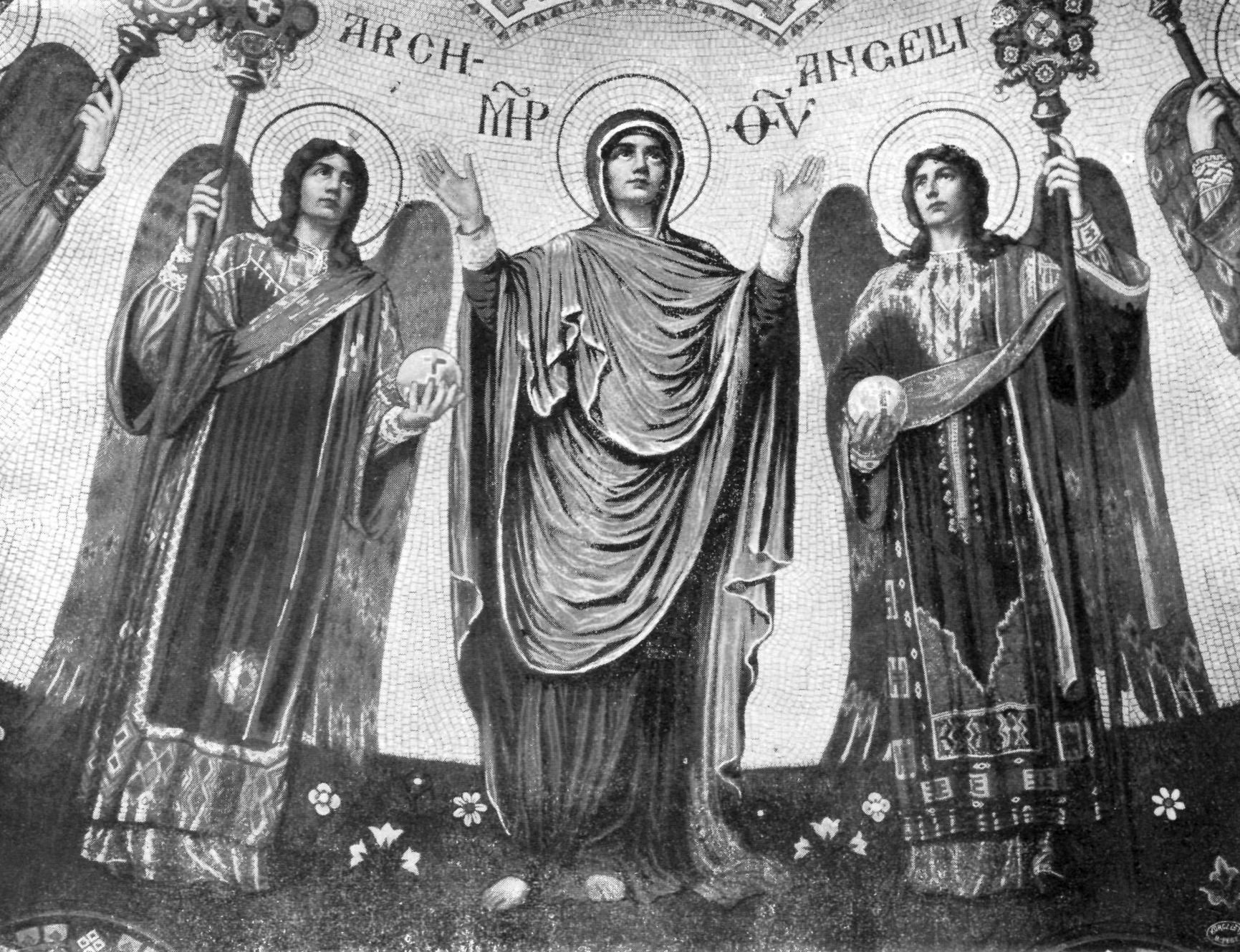
Arhanghelii
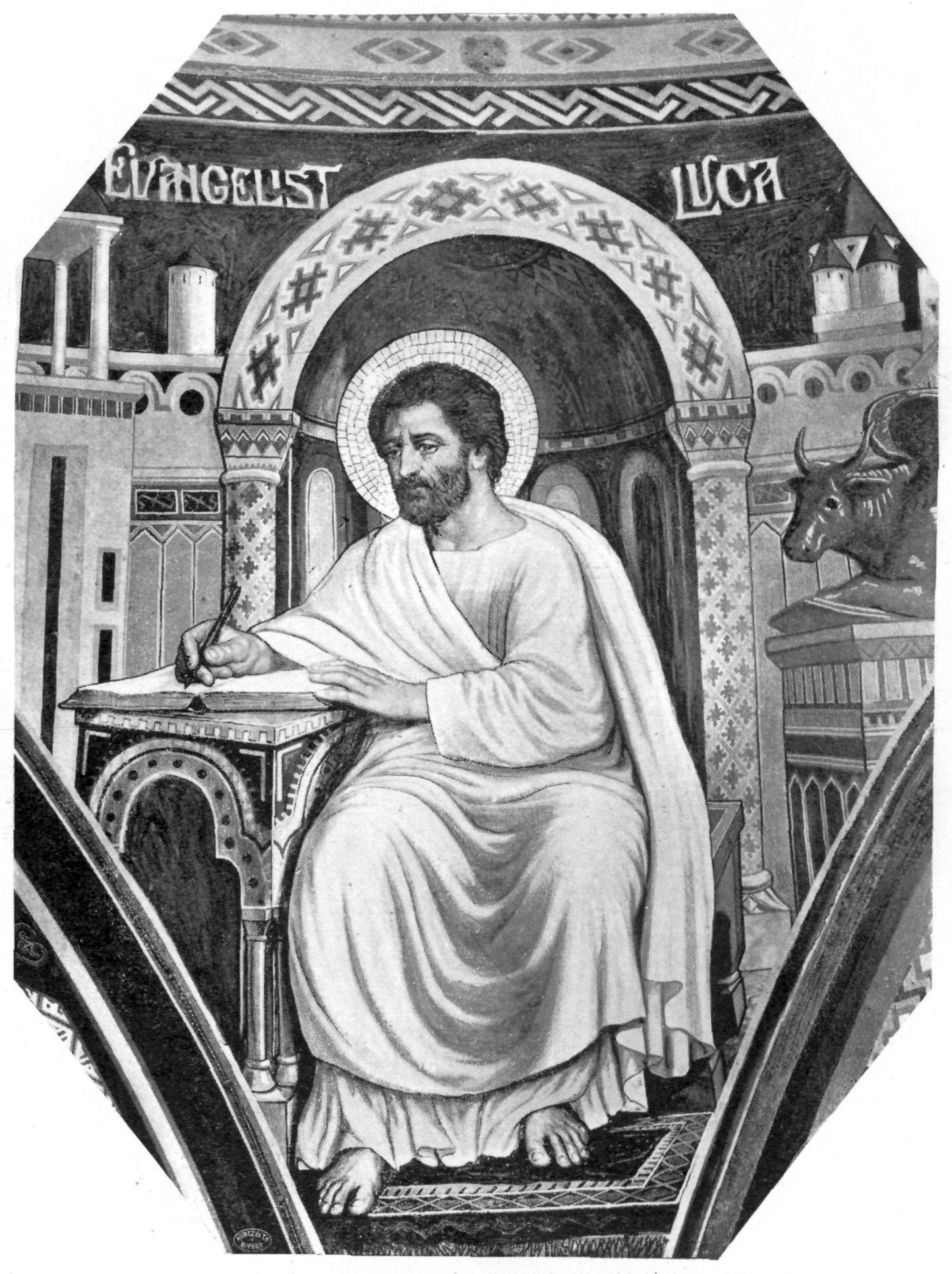
Evanghelistul Luca
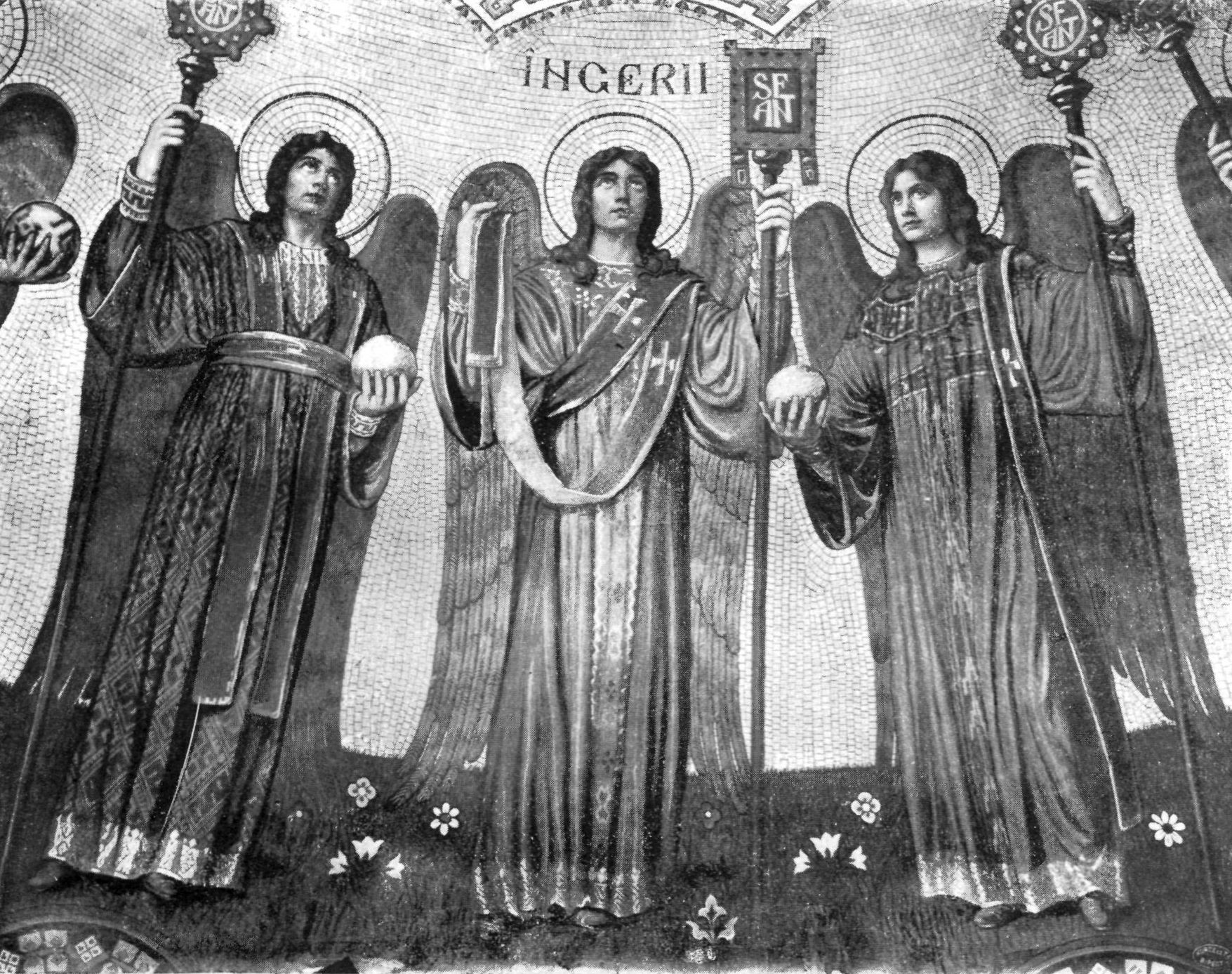
Îngerii
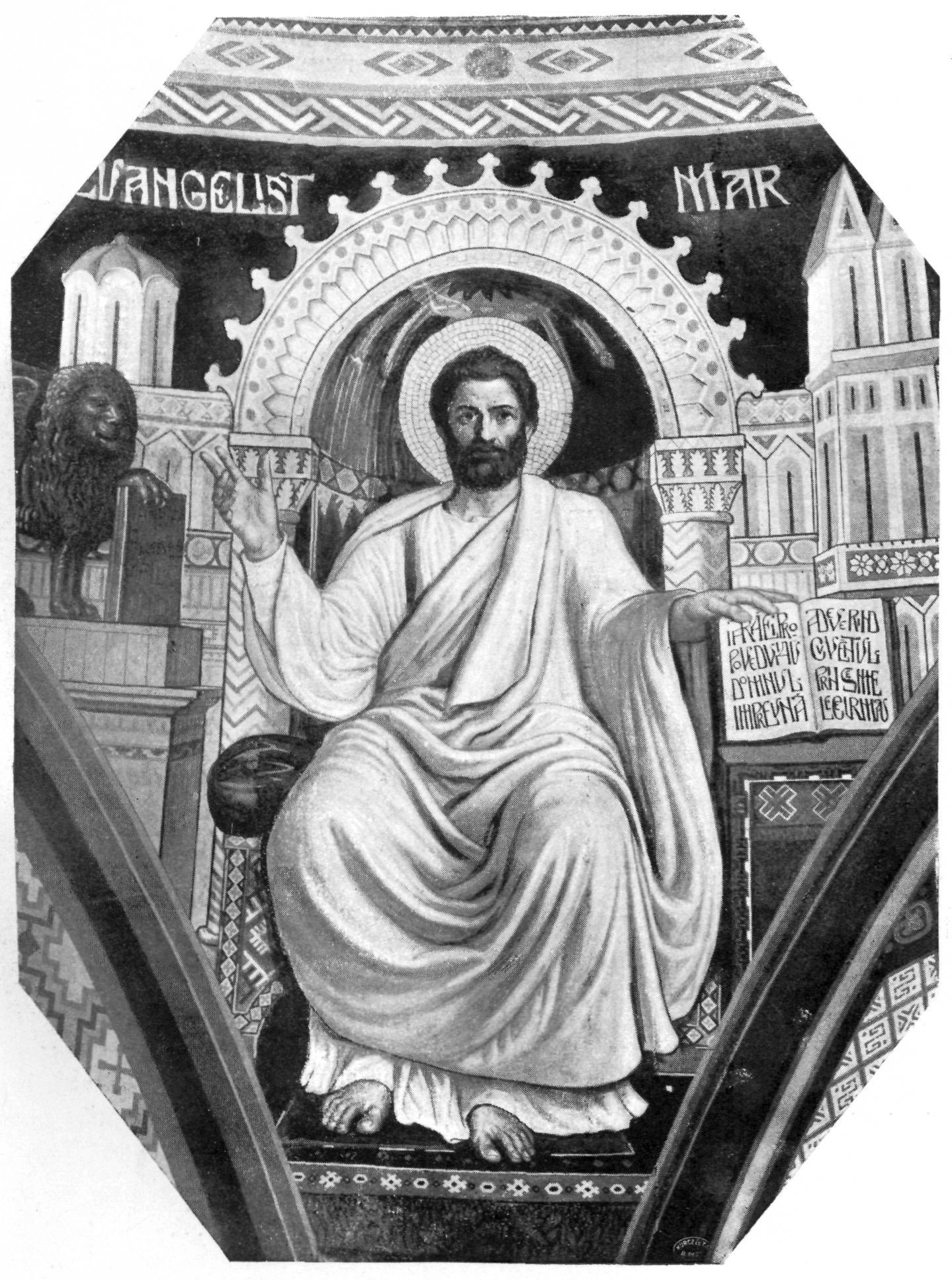
Evanghelistul Marcu
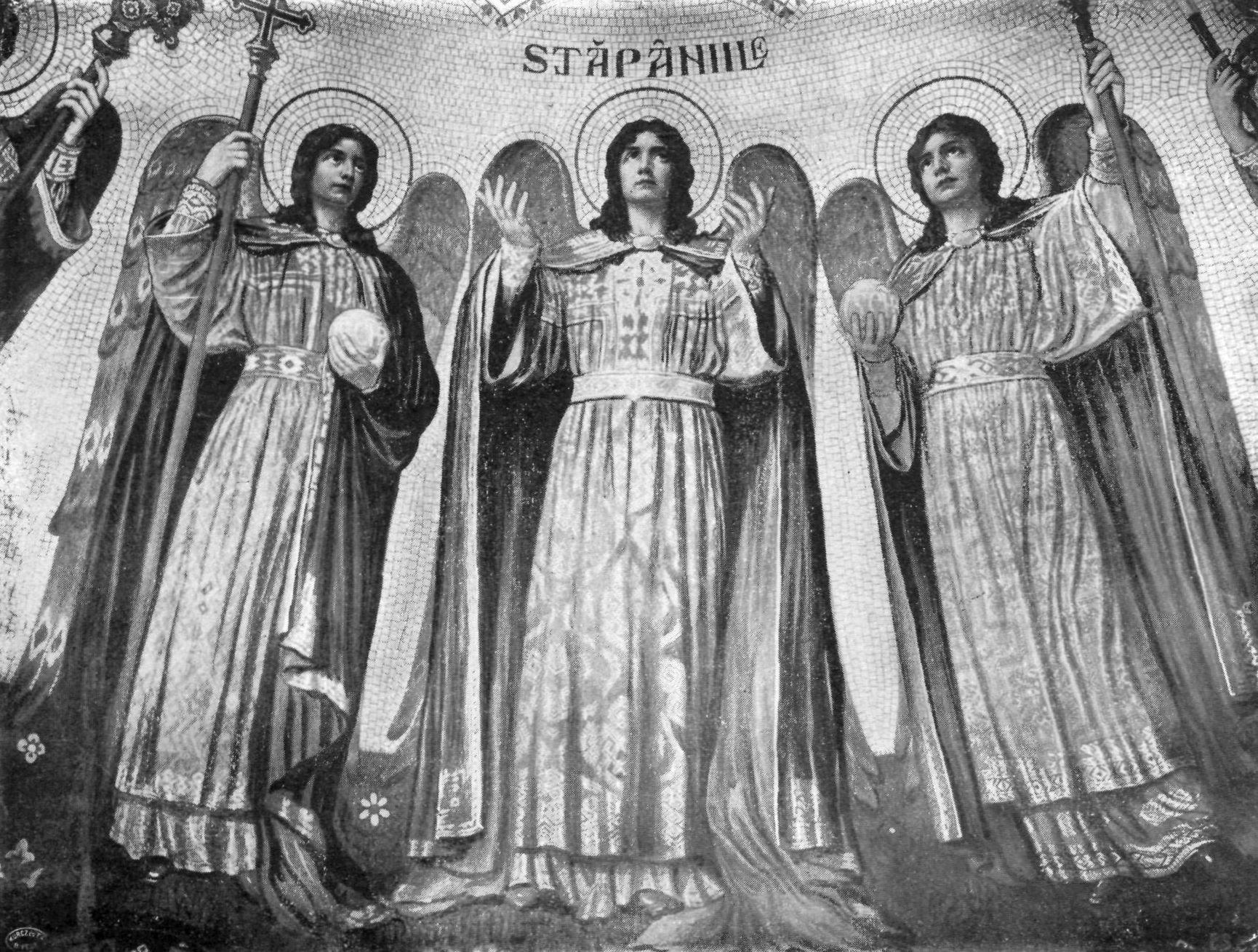
Stăpânirile

Onorariul primit de către Smigelschi pentru executarea iconostasului, cupolei și pandativelor a fost de 32.000 de coroane. Întreaga lucrare a catedralei cuprindea de fapt și întreg interiorul, executarea lor fiind întreruptă din cauza lipsei mijloacelor financiare. Din cauza tărăgănării comenzilor la catedrala sibiană precum și a celei din Blaj, O. Smigelschi a executat picturile din biserica ortodoxă română din Ciacova (1907, unde a făcut o copie la scară redusă a cartoanelor sibiene), precum și pictura bisericii unite din Rădești (1909, cu o concepție novatoare).

Răstignirea, studiu (Astra)

## Deces
Octavian Smigelschi se pensionează în anul 1911, părăsind catedra de desen al liceului și moare pe 10 noiembrie 1912 din cauza unui atac de cord. O expoziție retrospectivă este deschisă în octombrie 1913 la: 
„... palatul de Belle-Arte din Budapesta - alături de expoziția postumă a prietenului său A.Coulin - și în care au figurat aproape toate lucrările lui, tablouri, desene și studii, a avut numai un succes relativ, redus la elogiile criticii .”—Virgil Vătășianu
În prezent Muzeul Brukenthal expune, datorită „Astrei”, majoritatea tablourilor și cartoanelor lui O. Smigelschi.

## Idealuri artistice

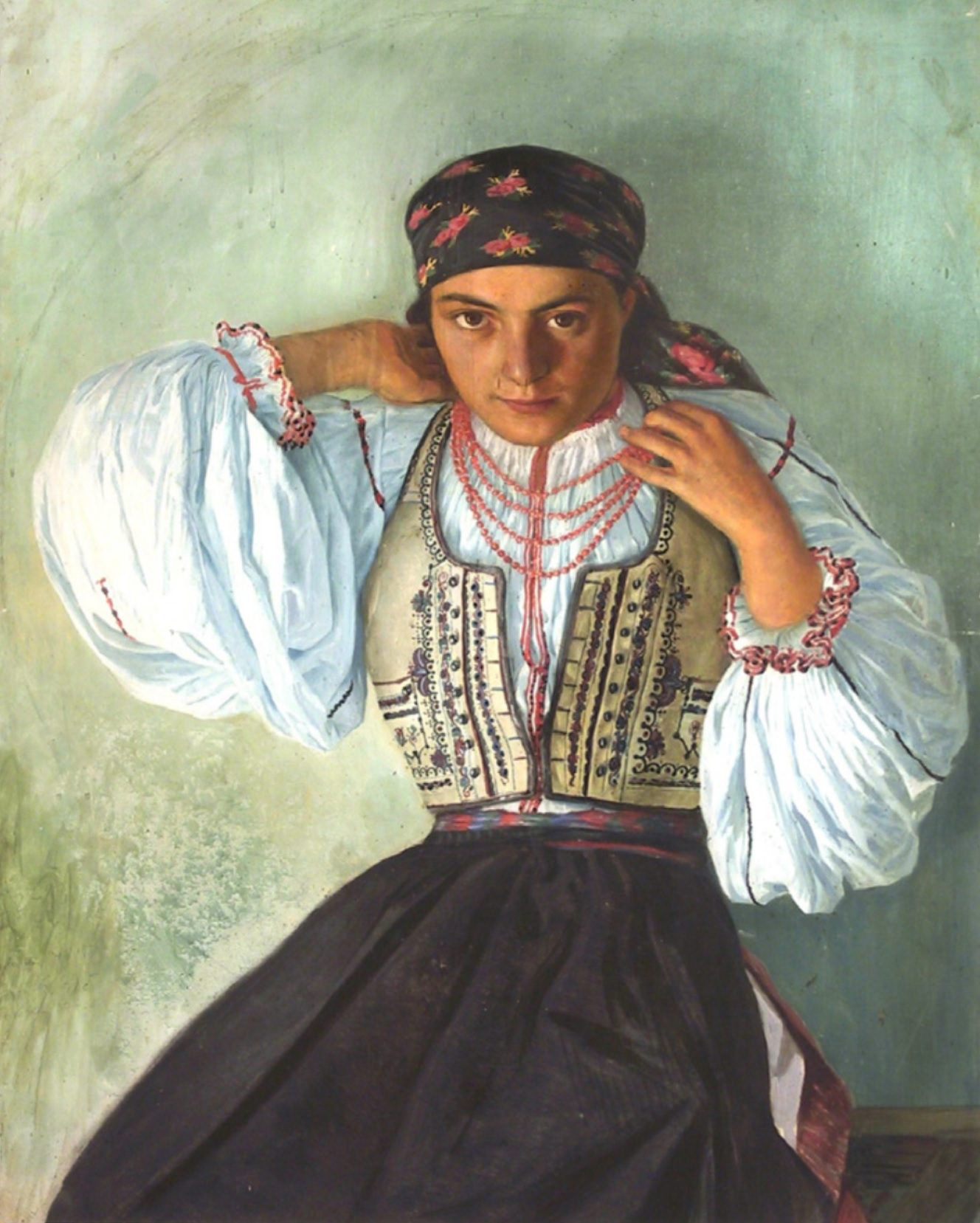
„Lina cu mărgele”, foto alb-negru

Așa cum se prezenta spațiul artistic transilvănean din secolul al XIX-lea, acesta era o îmbinare dintre două curente reprezentative în pictura bisericească. Primul curent, practicat de către iconarii și zugravii de la sate, reprezentați de către preoți și țărani, era ilustrat de pictura bizantino - română. Cel de al doilea, avea o influență apuseană și el devenise un calapod pentru creația pictorilor de tip academic, tipar ce era caracterizat prin numeroase dogme și norme. Cel din urmă a fost curentul care a câștigat competiția și și-a asumat rolul conducător. Astfel, academismul pictorilor români, a dus la ruperea tradiției bizantine de pictura tradiționalistă, bisericească. Pe acest val al reformării vine Octavian Smigelschi cu o viziune nouă, care-și va releva caracterul novator prin faptul că artistul a înțeles importanța stilului bizantin în percepția poporului român.
Octavian Smigelschi este preocupat ca orice pictor în identificarea de tematici diverse printre care se află, bineînțeles și peisajul. Cum peisajul prezintă cu preponderență natura, Smigelschi declară că:
„Nu știu dacă este natura frumoasă ori urâtă, bună ori rea din punct de vedere filosofic, însă la tot casul produce lucruri minunate, care îți atrag atențiunea; vietăți acăror viață a o studia este de sigur o ocupațiune foarte interesantă. Iară pictura o primesc ca un felu de istorie naturală, care n-are alt scop decât a studia felul cum se exprimă natura și a reproduce din viața naturei ceia ce-i este cu putință cu mijloacele de care dispune. Și câte lucruri sunt pre lume, cari prin altă artă nu se pot reproduce așa de perfect, ca cu ajutorul picturii?”—Smigelschi, Octavian [Autobiografie], În: Calendarul pentru popor. ASTRA, 1934, p. 164-165 
Un rol deosebit ca sursă de inspirație a fost cultura populară, care la începutul secolului al XX-lea era cel mai bine exprimată de către consilierul consistorial Miron Cristea, care solicita ca pictura bisericească să ia serios în considerare tradiția și continuarea estetică. Astfel Smigelschi își concentrează atenția spre tezurul artei populare din Transilvania și vechiul Regat. În acest sens sunt importante percepțiile artistice ale artistului care constată că:
„... spiritul românesc se exprimă prin tot ce provine de la dânsul, prin limbă, literatură, moravuri; însă multe calități ale lui se exprimă foarte caracteristic prin exteriorul seu. Românul este grațios și ușor în mișcările sale, fără de a fi numai o frasă; armonie în forme și în culorile portului seu; iară când este urât și grotesc, niciodată nu este greoiu.”—Smigelschi, Octavian [Autobiografie], În: Calendarul pentru popor. ASTRA, 1934, p.165 

## Smigelschi sculptorul
- Nicolae Sabău

„Dacă pe un DEGAS și pe un RENOIR, notorietatea și mai cu seamă interesul unor colecționari mari – negustori i-a ajutat și apoi determinat să definitiveze rodul acestor preocupări sculpturale tardive, cu totul altfel s-au petrecut lucrurile în cazul lui Smigelschi. Din păcate, pictorul sibian a rămas destul de izolat și nu s-a găsit nimeni care să tulbure această singurătate spre a-l îndemna să-și transforme acele manechine, ori modele figurative în sculpturi adevărate. Smigelschi, realizând aceste figurine, în concepția lui le-a hărăzit în exclusivitate rolul unor modele, dar, (...) ele alcătuiesc exemple persuasive care credem că depășesc cu mult stadiul de schiță figurativă și se apropie în chip vrednic de piesele ce aparțin repertorului plastic autentic. În cuprinsul acestor pilde pe care le-a lăsat, maestrul sibian nu s-a gândit la o sculptură cu rol propriu-zis, cu o valoare funcțională adevărată, însă a făcut un lucru aproape tot atât de însemnat transmițându-ne talentul său și dovada indubitabilă a calităților sale de plastician”—Nicolae Sabău - Studia Universitatis Babeș-Bolyai. Series istorica. Fasciculus 1, 1972, p. 70 

## Caracterizări
- Nicolae Iorga

„...Era muncitor, de o conștiință pioasă față de neamul său, închis cu totul în gândul celor ce avea să le facă, având doar putința de a vădi prin zâmbet marea-i iubire pentru ai lui”—Nicolae Iorga - „Neamul românesc”
, 15 noiembrie 1911. 

## Galerie

Mihail Smigelschi (Astra)
Ana Smigelschi
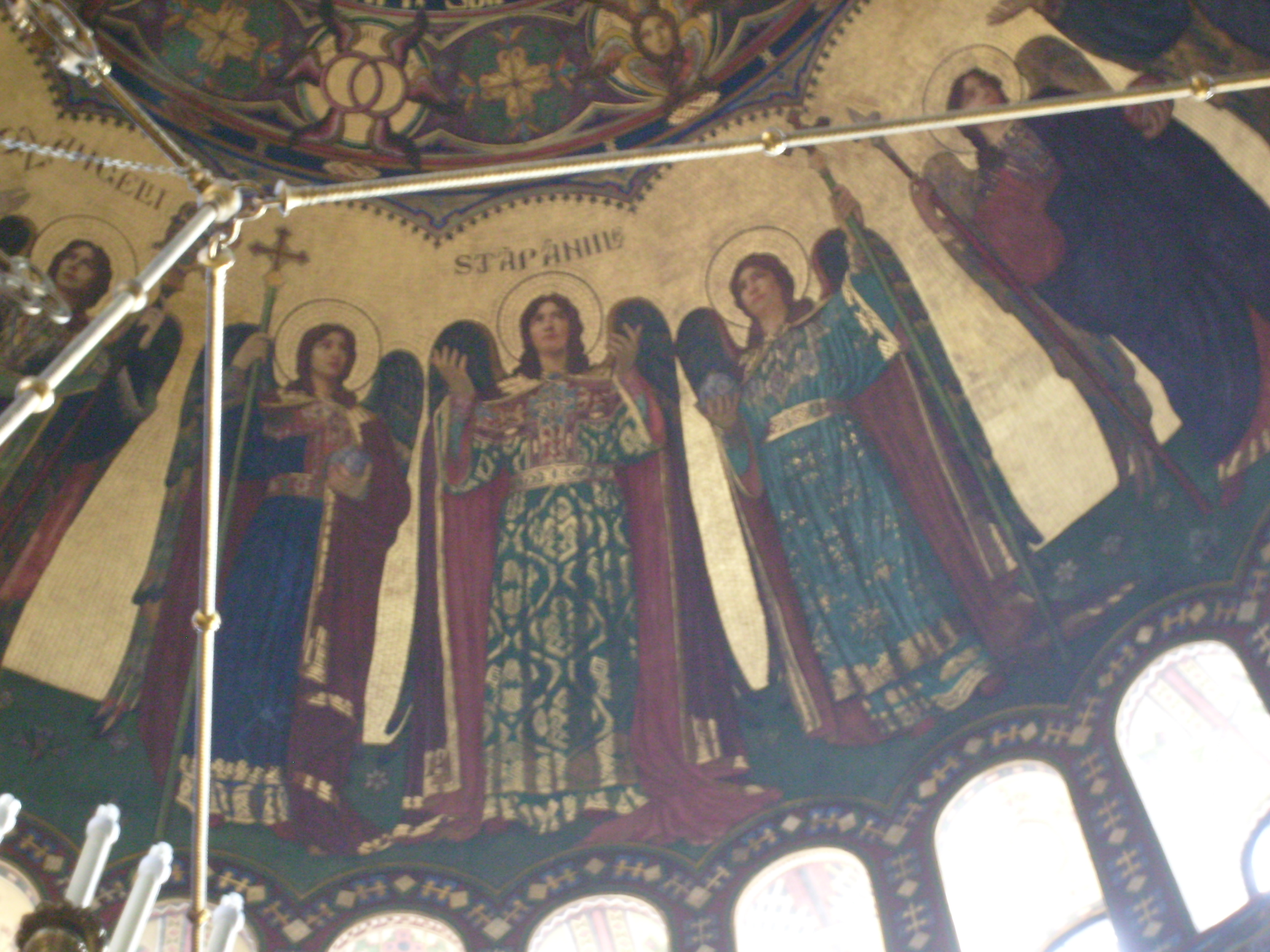
Liturghia Îngerească (detaliu), Catedrala Mitropolitană din Sibiu
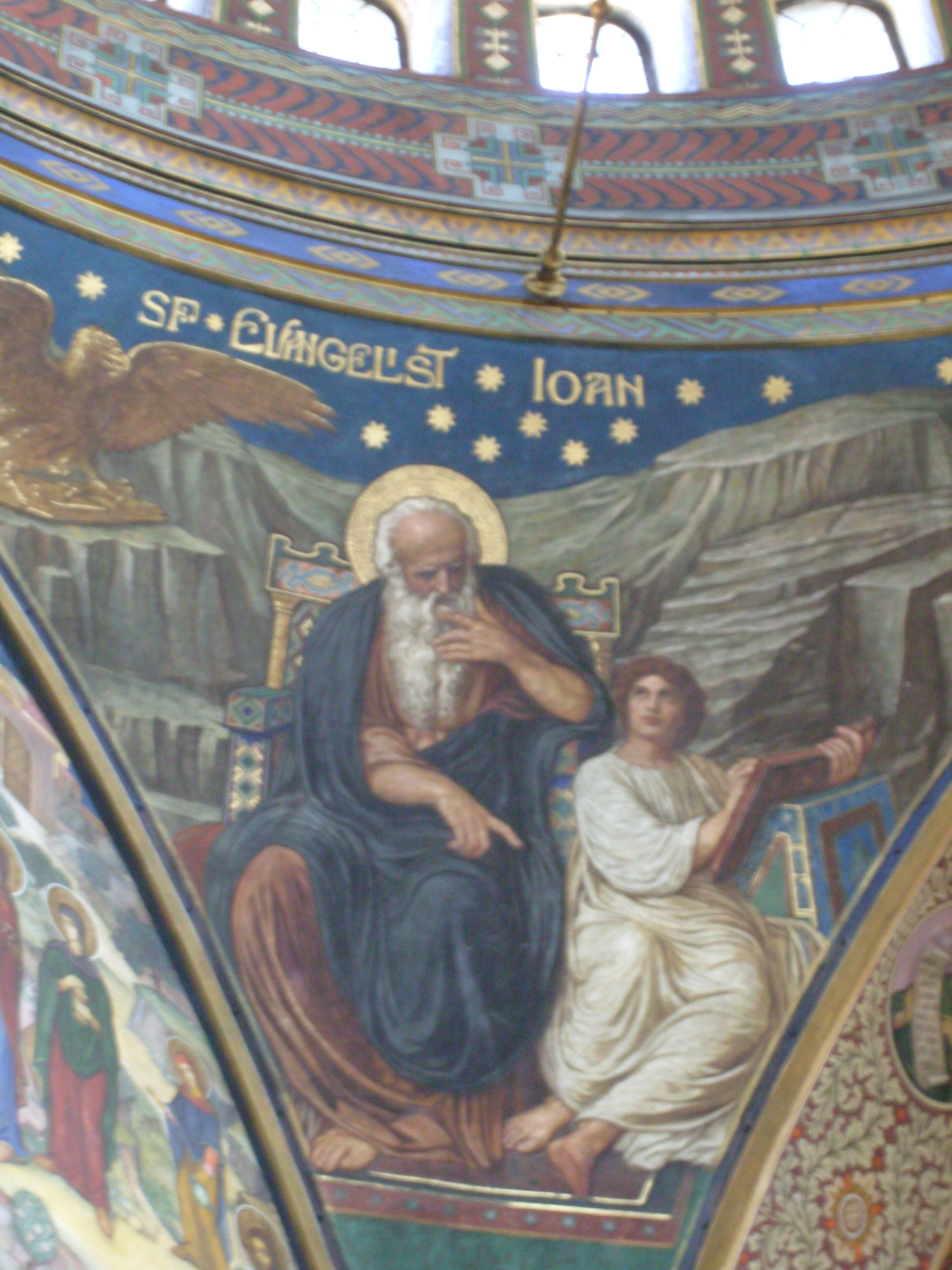
Evanghelistul Ioan, Catedrala Mitropolitană din Sibiu
Profetul Ieremia, studiu pentru Catedrala Mitropolitană din Sibiu
Studiu pentru Portița, având-o ca model pe soția sa
Înălțarea Domnului, biserica unită din Rădești
Țărancă- studiu pentru Portița, Astra
Țărani - studiu pentru Strana, Astra
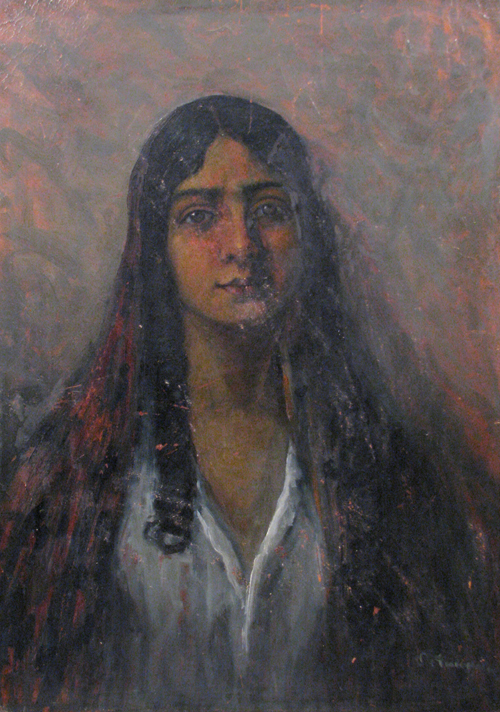
Portretul unei tinere
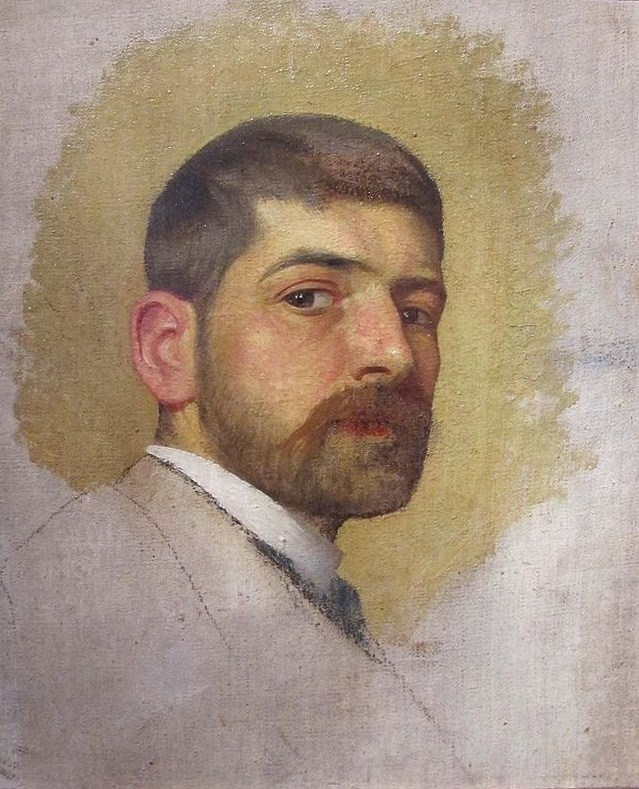
Autoportret